# Viktor Schauberger

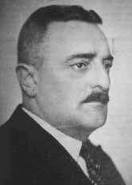
Viktor Schauberger

Viktor Schauberger (n. 30 iunie 1885 în Holzschlag, Mühlviertel, Oberösterreich, d. 25 septembrie 1958, Linz), a fost un pădurar, naturalist, filosofie și inventator austriac. A avut trei copii: Walter, Margarete, Huberta.

## Biografie
S-a născut într-o familie de pădurari din tată în fiu, Fidus in silvis silentibus (încredere în pădurile tăcute, liniștite) era deviza familiei. Încă din copilărie a fost fascinat de modul de curgere al apei izvoarelor și a căutat să-i înțeleagă misterul. 
Crește într-un mediu natural și, refuzând să urmeze studii universitare pe care le considera ca fiind distrugătoare a capacităților creatoare, urmează simple studii silvice într-o școală de stat. Exercită apoi funcțiile de pădurar și de paznic de vânătoare până la mobilizarea în 1914 în primul război mondial,  unde avea să fie rănit.
După război, își reia meseria de pădurar lângă Linz. Urmarea lipsei de cai de tracțiune după război, el asigură transportul lemnului pe un torent de apă, punând în practică cunoștințe de plutărit din tradiția familiei.
În perioada 1920 - 1924 administrează un district forestier sălbatic de 21 000 ha, la Bernerau, aparținând prințului Adolf de Schaumburg-Lippe, pentru valorificarea lemnului. Viktor Schauberger  propune construirea unui canal de flotaj lung de 50 km, cu deflectoare ce dădeau apei o mișcare elicoidală alternativă, pentru transportul lemnului. 
Între anii 1924 - 1928 devine consultant de stat pentru flotajul lemnului și construiește mai multe canale de flotaj și baraje în diverse țări europene (Iugoslavia, Turcia, Bulgaria ș.a.). Barajele sunt echipate cu dispozitive noi, revoluționare, unele ce ranforsează structura, altele care regularizează temperatura apei deversate în aval. Este obligat să demisioneze din cauza ostilității șefilor.
Publică în anul 1933 la Viena, prima sa carte Unsere Sinnlose Arbeit. 
În anul 1934 este convocat personal de către Hitler, interesat de reputația și cunoștințele lui despre silvicultură și ingineria apei. Schauberger refuză să lucreze pentru Reich.
În 1941, o intrigă a unor membrii din Asociația Vieneză a Inginerilor, duce la internarea forțată a lui Schauberger într-un spital de boli mentale în Mauer-Öhling, în observație permanentă de către SS.

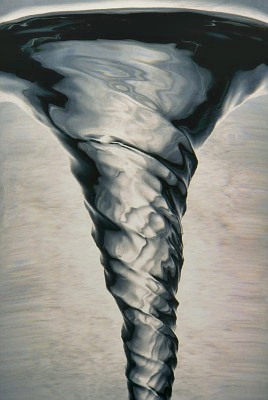
Vortex în lichid

Luftwaffe  îl convoacă pentru a găsi soluții la criza producției de energie. În 1942, este forțat de a lucra și pune la punct în lagărul de concentrare Mauthausen-Gusen, aparate de zbor discoidale, de tipul farfuriilor zburătoare. Concepe două dispozitive, Repulsine și Propulsine, bazate pe principiul și forța imploziei.
În 1944 împreună cu mai mulți ingineri, au fost mutați în localitatea Leonstein. La sfârșitul războiului, întreaga documentație a proiectelor a fost sechestrată de armata americană. Este ținut în detenție timp de 9 luni, și interogat. 
În 1958, la 73 de ani, un consorțiu american îi propune să-și pună teoriile în aplicare pe teritoriul S.U.A., și i se oferă un buget nelimitat. Schauberger acceptă oferta însă datorită unor neînțelegeri este nevoit să renunțe și nu obține dreptul de întoarcere în Austria decât abandonând americanilor toate prototipurile și planurile și angajându-se de a nu mai lucra niciodată în domeniul imploziei. La cinci zile după întoarcerea în țară, moare la Linz pe 25 septembrie 1958.

## Invenții
Victor Schauberger a dezvoltat tehnologii bazate pe implozie. Implozia are la bază un vortex autoîntreținut care evoluează în mediu fluid (apă, aer). Când fluidul trece printr-un tub cu diametru progresiv mai mic, are tendința de a curge în spirală, într-o turbulență cicloidă, iar la ieșirea din tub, are loc o eliberare gigantică de energie, care poate să producă levitație.
Pornind de la această teorie, Schauberger a conceput un motor cu implozie care a stat la baza conceperii aparatelor de zbor (discuri zburătoare) Repulsin și Propulsine, submarine, sisteme de purificare a aerului și aparate de producere neconvențională a energiei electrice. 

## Citate
«Munca noastră este întruchiparea voinței noastre. Manifestarea spirituală a acestei munci este efectul ei. Atunci când asfel de muncă este făcută în mod corespunzător aduce fericire, și atunci când este executată incorect cu siguranță aduce suferința. Omenire! Voința ta este supremă! Tu poți comanda Natura dacă vrei însă supune-te ei!»
«Totul este guvernat de către o singură lege. O ființă umană este un microcosmos, cu alte cuvinte legile care predomină în cosmos de asemeni funcționează și în spațiul minuscul al ființei umane.»

## Lucrări publicate
În limba engleză
- The Water Wizard: The Extraordinary Properties of Water, Gill & MacMillan 1999. ISBN 978-1858600482
- Nature as Teacher: New Principles in the Workings of Nature, Gill & MacMillan 1999. ISBN 978-1858600567
- The Fertile Earth: Nature's Energies in Agriculture, Soil Fertilisation and Forestry, Gill & MacMillan 2000. ISBN 978-1858600604
- The Energy Evolution: Harnessing Free Energy from Nature, Gill & MacMillan 2000. ISBN 978-1858600611 [7]

În limba română
- Vrăjitorul apei. Extraordinarele descoperiri ale lui Viktor Schauberger, Ed. Excalibur, 2009,  ISBN 973-1930-23-7
- Natura ca profesor,  Ed. Vidia, 2013, ISBN  978-606-8414-10-2
- Pământul fertil,  Ed. Vidia, 2013,  ISBN 978-606-8414-23-2
- Inteligența și dinamica energiei, Ed. Vidia, 2014, ISBN 978-606-8414-24-9